# Починок (Старосельское сельское поселение, Междуреченский район)
Починок — упразднённая деревня в Междуреченском районе Вологодской области.
Входит в состав Старосельского сельского поселения, с точки зрения административно-территориального деления — в Старосельский сельсовет.
Расстояние по автодороге до районного центра Шуйского — 27,5 км, до центра муниципального образования Старого — 11 км. Ближайшие населённые пункты — Матюшкино, Щелково, Святогорье.
По данным переписи в 2002 году постоянного населения не было.
17 июля 2020 года упразднена.